# Paweł Budniak
Paweł Budniak (ur. 10 marca 1989) – polski futsalista, zawodnik Cleareksu Chorzów, reprezentant Polski.

## Kariera piłkarska
Paweł Budniak swoją karierę piłkarską rozpoczynał w juniorskich drużynach: Janiny Libiąż, Pasjonatu Dankowice, SMS Bielsko-Biała oraz hiszpańskiej Murci Deportivo CF. Pierwszą seniorską drużyną Budniaka był Łódzki Klub Sportowy, w którego barwach rozegrał osiem spotkań. Kolejnymi klubami tego zawodnika były: KSZO Ostrowiec Świętokrzyski, Górnik Wieliczka oraz piłkarska drużyna Rekordu Bielsko-Biała.

## Kariera futsalowa
Paweł Budniak w ekstraklasie futsalu zadebiutował jako zawodnik Rekordu Bielsko-Biała, dla którego podczas trzech sezonów strzelił 41. bramek. Był zawodnikiem Urahanu Iwano-Frankowsk, występującego w ukraińskiej Ekstra-liha. W sezonie 2012/201 zdobył Wicemistrzostwo Ukrainy. Od 2014 r. był zawodnikiem Wisły Krakbet Kraków, z którą zdobył dwukrotnie Puchar Polski i raz mistrzostwo Polski. Po wycofaniu się Wisły z rozgrywek, przeszedł do Cleareksu Chorzów.
W reprezentacji Polski zadebiutował w 2010 r. i jak dotąd strzelił w niej dziesięć bramek.